# De 16
De 16 is een fictieserie over de Belgische toppolitiek. De serie gaat over de machtsspelletjes in de coulissen van de Wetstraat en combineert drama met comedy. De kijker krijgt volgens de makers een unieke inkijk in de handel en wandel van het kabinet van een vicepremier die koste wat kost de Wetstraat 16 wil veroveren.
De reeks was vanaf oktober 2016 te zien op Canvas. Het is een productie van W2 Films en Grid Films, met steun van het Vlaams Audiovisueel Fonds. De 16 werd geschreven en geregisseerd door Willem Wallyn. Politiek journalist Wouter Verschelden leverde het originele idee (sterk gebaseerd op de BBC reeks The Thick of it) en werkte het digitale luik uit. De director of photography voor De 16 is Lou Berghmans, die eerder al met Wallyn samenwerkte voor Film 1. De 16 werd bijna uitsluitend opgenomen met een iPhone.
Een deel van de reeks zal niet op tv uitgezonden worden, maar het puur digitale luik van de productie vormen. Via sociale media wordt zo een stevig onderdeel van de verhaallijn online gelost, in de weken dat de reeks op Canvas loopt.
Aan het begin van elke aflevering horen we het begin van het lied We Hebben Alles van Roosbeef.

## Verhaal
De macht grijpen in de Wetstraat 16, dat is het ultieme doel van vicepremier Steven Kennis (gespeeld door Michael De Cock). Maar om eerste minister te worden, is er nog veel werk aan de winkel en dat beseft ook De Partij. Die laat Charles Van Praet (gespeeld door Jan Hammenecker), die de politiek heeft verlaten voor een topjob bij de Europese Centrale Bank, terugkomen uit Frankfurt om Kennis in de 16 te krijgen. Van Praet wordt de nieuwe kabinetschef van Kennis en stelt onmiddellijk orde op zaken, zonder daarbij iets of iemand te sparen.

## Rolverdeling
- Jan Hammenecker (Charles Van Praet)
- Michael De Cock (Steven Kennis)
- Boris Van Severen (Joris Weyns)
- Dries Heyneman (Alain Pieters)
- Ikram Aoulad (Badrina El Arbaoui)
- Isabelle Van Hecke (Denise Van Steen)
- Andrew Van Ostade (Dirk Kerckhove)
- Kris Cuppens (Hendrik Coninckx)
- Ludo Hoogmartens (Jimmy Hermans)